# Rhoiptelea
Rhoiptelea és un gènere monotípic de plantes amb flors juglandàcies, conté una sola espècie, Rhoiptelea chiliantha. Aquest gènere anteriorment es considerava dins la seva pròpia família, Rhoipteleaceae, `però el sistema APG III de 2009 el posa a la família Juglandaceae. Rhoiptelea chiliantha actualment és una planta nativa del sud-oes de la Xina i nor del Vietnam però fins al Plistocè mitjà també ocupaven el nord-oest de la regió mediterrània incloent els Països Catalans]. Són arbres pol·linnitzats pel vent i les flors estan disposades en grans panícules, normalment de 32 cm de llargada similars a les cues dels cavalls i els fruits són petites nous. Les fulles són pinnades i pairàcies. És una espècie protegida a la Xina.